# Blau-Syndrom

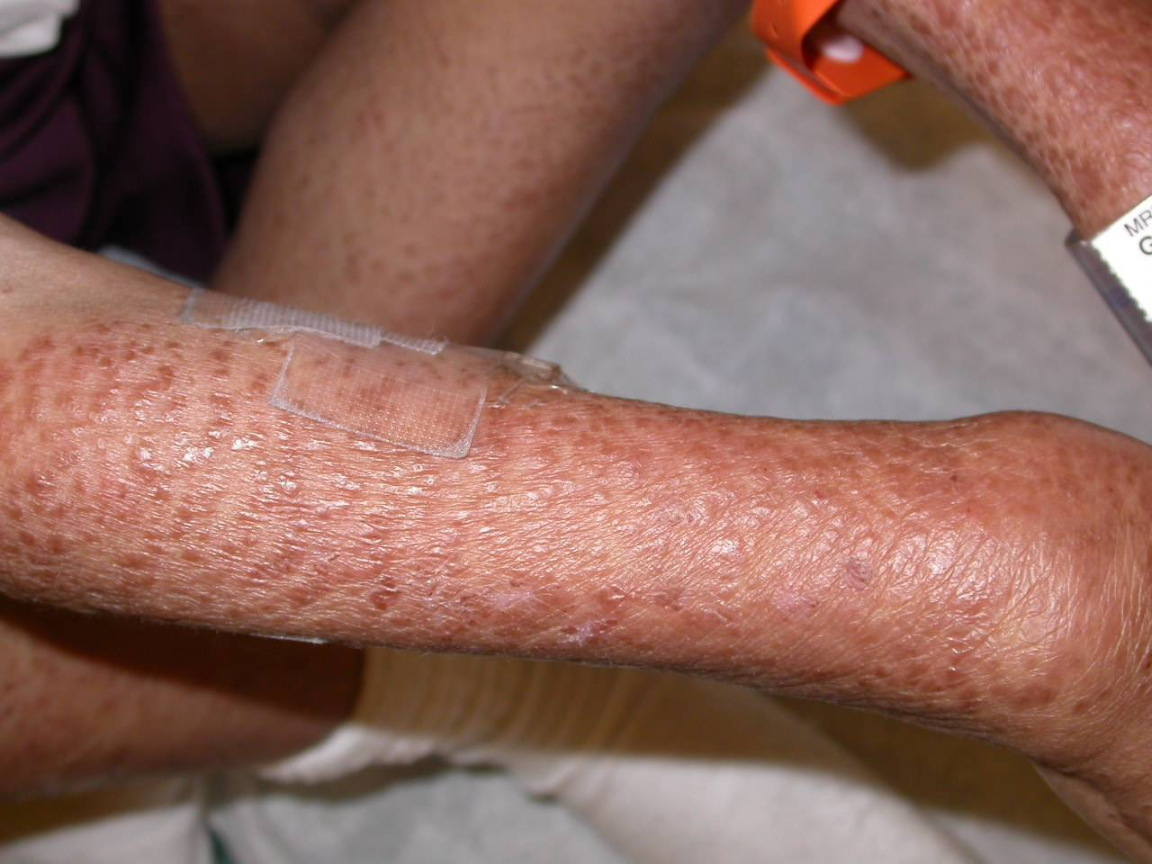
Viele kleine rötlich-braune Papeln am Unterarm eines Patienten mit Blau-Syndrom

Das Blau-Syndrom (englisch: Blau's syndrome, arthrocutaneouveal granulomatosis, granulomatous periorificial dermatitis, facial afro-caribbean childhood eruption FACE) ist eine vergleichsweise seltene Erbkrankheit.
Das Syndrom ist benannt nach dem amerikanischen Kinderarzt Edward Bernard Blau.

## Verbreitung
Die Häufigkeit wird mit unter 1 zu 1.000.000 angegeben, die Vererbung erfolgt autosomal-dominant.

## Ursachen
Die Erkrankung hat einen einfachen, autosomal-dominanten Erbgang. Es finden sich Mutationen im NOD2-Gen, das für den NOD2-Rezeptor codiert.

## Klinik
Die Betroffenen haben einen knötchenförmigen (papulösen) Hautausschlag, manchmal auch eine Entzündung der Aderhaut des Auges und Gelenksentzündungen. Feingeweblich findet man bei der Untersuchung der Haut eine granulomatöse chronische Entzündung, die der Sarkoidose sehr ähnelt. Im Gegensatz zu dieser Erkrankung sind die Lungen beim Blau-Syndrom jedoch meist nicht beteiligt.
Meist benötigt die Erkrankung eine intensive langwierige Therapie.
Edward B. Blau, Direktor einer pädiatrischen Klinik in Marshfield, Wisconsin, beschrieb das Syndrom im November des Jahres 1985 anhand einer Familie mit elf erkrankten Mitgliedern über vier Generationen. Schon im Mai desselben Jahre war von Douglas A. Jabs eine andere Familie mit drei Familienmitgliedern beschrieben worden.
Es besteht eine Assoziation mit Kamptodaktylie und mit Morbus Crohn.